# Two Cities Films
Two Cities Films est une société de production cinématographique britannique, créée par le producteur d'origine italienne Filippo Del Giudice en 1937 et active de 1938 à 1955. La société, qui donna au cinéma britannique quelques-uns de ses plus grands classiques, dut beaucoup à l'esprit d'entreprise du fondateur.[réf. nécessaire]

## Filmographie
- 1938 : La Poupée vivante (Stepping Toes) de John Baxter
- 1938 : 13 Men and a Gun de Mario Zampi
- 1940 : En français, messieurs (French Without Tears) d'Anthony Asquith
- 1940 : Spy for a Day de Mario Zampi
- 1941 : Freedom Radio d'Anthony Asquith
- 1942 : Unpublished Story de Harold French
- 1942 : Ceux qui servent en mer (In Which We Serve) de Noel Coward et David Lean
- 1943 : Femmes en mission (The Gentle Sex) de Leslie Howard et Maurice Elvey (non crédité)
- 1943 : It's Just the Way It Is de Leslie Fenton
- 1943 : The Flemish Farm de Jeffrey Dell
- 1943 : Combat éternel (The Lamp Still Burns) de Maurice Elvey
- 1943 : L'Étranger (The Demi-Paradise) d'Anthony Asquith
- 1944 : Out of Chaos court-métrage documentaire de Jill Craigie
- 1944 : The Tawny Pipit de Bernard Miles et Charles Saunders
- 1944 : Heureux Mortels (This Happy Breed) de David Lean
- 1944 : L'Héroïque Parade (The Way Ahead) de Carol Reed
- 1944 : English Without Tears de Harold French
- 1944 : Mr. Emmanuel de Harold French
- 1944 : Don't Take It to Heart de Jeffrey Dell
- 1944 : Henry V (The Chronicle History of King Henry the Fift with His Battell Fought at Agincourt in France) de Laurence Olivier
- 1945 : L'Esprit s'amuse (Blithe Spirit) de David Lean
- 1945 : Le Chemin des étoiles (The Way to the Stars) d'Anthony Asquith
- 1946 : The Way We Live de Jill Craigie
- 1946 : Amour tragique (Beware of Pity) de Maurice Elvey
- 1946 : Sorcier noir (Men of Two Worlds) de Thorold Dickinson
- 1946 : Carnival de Stanley Haynes
- 1946 : School for Secrets de Peter Ustinov
- 1947 : Les Monts brûlés (Hungry Hill) de Brian Desmond Hurst
- 1947 : Huit Heures de sursis (Odd Man Out) de Carol Reed
- 1947 : L'Homme d'octobre (The October Man) de Roy Ward Baker
- 1947 : Fame Is the Spur de Roy Boulting
- 1947 : Uncle Silas de Charles Frank
- 1947 : The Mark of Cain de Brian Desmond Hurst
- 1948 : Vice Versa de Peter Ustinov
- 1948 : The First Gentleman d'Alberto Cavalcanti
- 1948 : One Night with You de Terence Young
- 1948 : Hamlet de Laurence Olivier
- 1948 : Mr. Perrin and Mr. Traill de Lawrence Huntington
- 1948 : The Weaker Sex (en) de Roy Ward Baker
- 1948 : Sleeping Car to Trieste de John Paddy Carstairs
- 1948 : It's Hard to Be Good de Jeffrey Dell
- 1949 : The History of Mr. Polly d'Anthony Pelissier
- 1949 : Le Chevalier de carton (Cardboard Cavalier) de Walter Forde
- 1949 : Adam et Evelyne (en) (Adam and Evelyne) de Harold French
- 1949 : La Femme parfaite (The Perfect Woman) de Bernard Knowles
- 1949 : Ma gaie lady (Trottie True) de Brian Desmond Hurst
- 1949 : L'Implacable Ennemie (Madness of the Heart) de Charles Bennett
- 1949 : Woman Hater de Terence Young
- 1949 : Politique et lapins (The Chiltern Hundreds) de John Paddy Carstairs
- 1950 : Trois des chars d'assaut (They Were Not Divided) de Terence Young
- 1950 : The Reluctant Widow de Bernard Knowles
- 1950 : Prelude to Fame de Fergus McDonell
- 1950 : The Rocking Horse Winner d'Anthony Pelissier
- 1950 : Highly Dangerous de Roy Ward Baker
- 1951 : Encore de Harold French, Pat Jackson et Anthony Pelissier
- 1953 : The Net d'Anthony Asquith
- 1953 : Le Roi de la pagaille (Trouble in Store) de John Paddy Carstairs
- 1953 : Une affaire troublante (Personal Affair) d'Anthony Pelissier
- 1954 : La Flamme pourpre (The Purple Plain) de Robert Parrish
- 1955 : Plus on est de fous… (One Good Turn) de John Paddy Carstairs
- 1955 : Deux Anglais à Paris (To Paris with Love) de Robert Hamer